# 13 de julio
El 13 de julio es el 194.º (centésimo nonagésimo cuarto) día del año en el calendario gregoriano y el 195.º en los años bisiestos. Quedan 171 días para finalizar el año.

## Acontecimientos
- 1174: Guillermo I de Escocia, jefe de la rebelión contra los ingleses, es capturado en Alnwick por las fuerzas de Enrique II de Inglaterra.
- 1191: los ejércitos de la Tercera Cruzada toman San Juan de Acre.
- 1260: la Orden Livona sufre una de las grandes derrotas del siglo XIII en la batalla de Durbe contra el Gran Ducado de Lituania.
- 1558: Batalla de Gravelinas: las fuerzas españolas al mando del Conde de Egmont derrotan a las tropas francesas de Paul des Thermes en Gravelinas.
- 1573: Guerra de los Ochenta Años: después de siete meses finaliza el Asedio de Haarlem.
- 1643: Revolución inglesa: Batalla de Roundway Down. Henry Wilmot, al frente de las fuerzas reales causan una seria derrota a las tropas parlamentarias de Sir Sturt William.
- 1794: en el marco de la Primera Coalición, en contra de la Francia Revolucionaria, ocurre la Batalla de los Vosgos, o Batalla de Trippstadt; entre las fuerzas francesas y las tropas de Prusia, Austria y Sajonia; terminando en una victoria francesa.
- 1853: finaliza el sitio de Buenos Aires por las fuerzas de la Confederación Argentina.
- 1854: Defensa de Guaymas, México, en la que el general José María Yáñez Carrillo detuvo la invasión comandada por el conde Gaston de Raousset-Boulbon.
- 1878: Tratado de Berlín: las potencias europeas reordenan el mapa de los Balcanes. Serbia, Montenegro y Rumanía se convierten en países independientes del Imperio Otomano.
- 1898: Es descubierto el elemento químico polonio, por Pierre Curie y Marie Curie.
- 1917: Tercera aparición de la Virgen de Fátima a los tres niños pastores Lucía dos Santos, Jacinta y Francisco Marto.
- 1919: El dirigible R34 británico aterriza en Norfolk, Inglaterra, y se convierte en el primer dirigible que realiza un viaje completo a través del Océano Atlántico después de 182 horas de vuelo.
- 1923: El Hollywood Sign se coloca oficialmente en las montañas de Hollywood, Los Ángeles. Originalmente se leía "Hollywoodland" pero las cuatro últimas letras se retiraron tras su renovación en 1949.
- 1930: Comienza el Primer Campeonato Mundial de Fútbol en Uruguay.
- 1936: José Calvo Sotelo fallece de madrugada a consecuencia de dos disparos del militante socialista Luis Cuenca Estevas.
- 1941: En la Segunda Guerra Mundial, el pueblo de Montenegro comienza una revuelta popular contra las potencias del Eje (Trinaestojulski ustanak).
- 1943: En el marco de la Segunda Guerra Mundial, la ciudad alemana de Aachen es bombardeada por 214 bombarderos Halifax, produciéndose 3000 edificios destruidos y 294 muertos.[1]
- 1969: lanzamiento de la sonda lunar soviética Luna 15, que falló en su intento de alunizaje suave.
- 1973: En Argentina el presidente Héctor Cámpora y el vicepresidente Vicente Solano Lima presentan la renuncia a sus respectivos cargos.
- 1973: La banda británica de rock, Queen lanza su álbum debut Queen (álbum).
- 1974: El escultor y profesor Ernő Rubik inventa el Cubo de Rubik, un rompecabezas mecánico tridimensional, en Budapest.
- 1976: Se presenta el primer número de Vindicación Feminista, revista histórica del movimiento feminista en España.
- 1977: En Nueva York se produce un apagón durante 24 horas, que produjo centenares de robos e incendios.
- 1985: En Londres, Filadelfia, Sídney y Moscú se celebraron dos conciertos benéficos, el objetivo era recaudar fondos para la hambruna en Etiopía.
- 1985: en Estados Unidos, el vicepresidente George H. W. Bush se convierte en el 25.º presidente accidental, cuando el presidente Ronald Reagan es ingresado de urgencia por unos pólipos en el colon.
- 1985: Día Mundial del Rock. Fue declarado en esta fecha con motivo del concierto benéfico Live Aid, llevado a cabo de forma simultánea en Londres, Inglaterra, en Filadelfia, Pensilvania, en Estados Unidos de América, en Sídney, Australia y Moscú, antigua Unión Soviética.
- 1990: un terremoto con epicentro en Afganistán provoca un grave accidente en la cordillera asiática cuando una avalancha mata a 43 escaladores en el Campo I del Pico Lenin.
- 1997: Miguel Ángel Blanco, concejal del Partido Popular en Ermua (País Vasco, España), es asesinado por la banda terrorista ETA, después de 48 horas de secuestro, provocando una movilización ciudadana contra el terrorismo sin precedentes en el país.
- 2001: el COI, reunido en Moscú, elige a Pekín como sede de los Juegos Olímpicos de 2008.
- 2007: se estrena Harry Potter y la Orden del Fénix, quinta película de la saga, en los Estados Unidos, Londres y México.
- 2007: en Perú se decomisa el destructor BAP Ferré (DM-74).
- 2007: final de la Copa América jugada en Venezuela, con victoria de Brasil frente a Argentina.
- 2010: Windows finaliza el soporte para Windows 2000 SP4.
- 2011: Bombai se ve sacudida por tres atentados con bomba, que matan a 26 personas, dejando heridas a 130.
- 2011: Resolución 1999 del Consejo de Seguridad de las Naciones Unidas es adoptada.
- 2014: en Brasil, Alemania alcanza su 4° título de Mundial de Fútbol, venciendo a Argentina 1 a 0 en el Estadio Maracaná de Río de Janeiro.
- 2014: se lanza la cápsula "Cygnus" desde las costas de Virginia (Estados Unidos) con unos 1300 kilos de suministros, en su mayoría alimentos, con destino a la Estación Espacial Internacional alcanzándola en 3 días.
- 2016: en el Reino Unido, Theresa May es elegida primera ministra. Es la segunda mujer que desempeña ese cargo en ese país.
- 2017: en Perú, el expresidente Ollanta Humala y su esposa Nadine Heredia, son condenados a 18 meses de prisión efectiva por el caso Odebrecht.
- 2018: en Pakistán se produjeron dos atentados en los mítines electorales de Bannu y Mastung; donde en el primero, una bomba explotada desde motocicleta dejó 5 personas muertas y otras 37 heridas; y en el segundo un ataque suicida mató a 149 personas e hirió a otras 186.
- 2019: Los tenistas colombianos Juan Sebastián Cabal y Robert Farah ganaron el Campeonato de Wimbledon 2019.
- 2024: en Butler (Pensilvania, Estados Unidos) se registra un intento de asesinato contra el expresidente Donald Trump, en medio de un acto de su campaña presidencial.
- 2025: En Estados Unidos el Chelsea Football Club  gana el mundial de clubes 2025, venciendo al Paris Saint-Germain Football Club 3 a 0 en el MetLife Stadium ubicado en la ciudad de East Rutherford,.

## Nacimientos
- 100 a. C.: Julio César, político y militar romano (f. 44 a. C.)
- 1426: Ana de Beauchamp, noble inglesa, esposa de Ricardo Neville (f. 1492).
- 1442: Vannozza Cattanei, noble italiana, amante del papa Alejandro VI (f. 1518).
- 1470: Francesco Armellini, eclesiástico italiano (f. 1528).
- 1478: Giulio d'Este, noble italiano (f. 1561).
- 1484: Pedro de Toledo, aristócrata español (f. 1553).
- 1527: John Dee, científico inglés y padre de la filosofía Rosacruz (f. 1609).
- 1540: Francis Drake, corsario y explorador inglés (f. 1596).
- 1579: Arthur Dee, médico inglés (f. 1651).
- 1590: Clemente X, papa católico (f. 1676).
- 1607: Václav Hollar, grabador y dibujante checo (f. 1677).
- 1608: Fernando III de Habsburgo, emperador romano germánico (f. 1657).
- 1668: Carlos Federico de Anhalt-Bernburg, príncipe alemán (f. 1721).
- 1672: Nicolás Salzillo, escultor italiano (f. 1727).
- 1677: Juan Jorge de Sajonia-Weissenfels, duque alemán (f. 1712).
- 1725: Cristián Luis Casimiro, conde de Sayn-Wittgenstein-Ludwigsburg entre 1750 y 1796 (f. 1797).
- 1733: Carlos de Sajonia, príncipe alemán (f. 1796).
- 1745: Robert Calder, oficial inglés (f. 1818).
- 1753: Alois von Beckh Widmanstätten, científico austríaco (f. 1849).
- 1773: Wilhelm Heinrich Wackenroder, escritor alemán (f. 1798).
- 1776: Carolina de Baden, aristócrata alemana (f. 1841).
- 1783: Augusto de Oldenburgo, gran duque de Oldemburgo entre 1829 y 1853 (f. 1853).
- 1787: Pellegrino Rossi, economista, político y jurista italiano (f. 1848).
- 1791: Allan Cunningham, botánico y explorador británico (f. 1839).
- 1798: Carlota de Prusia, zarina rusa (f. 1860).
- 1808: Antonio Arenas, abogado peruano, presidente entre 1885 y 1886 (f. 1891).
- 1808: Patrice MacMahon, militar y presidente francés (f. 1893).
- 1811: George Gilbert Scott, arquitecto inglés (f. 1878).
- 1811: Pedro Mata Fontanet, médico, político y escritor español (f. 1877).
- 1813: Theophil von Hansen, arquitecto danés (f. 1891).
- 1816: Bhanu-Bhakta Acharia, poeta y traductor nepalí (f. 1868).
- 1816: Gustav Freytag, dramaturgo y novelista alemán (f. 1895).
- 1821: Nathan Bedford Forrest, militar estadounidense (f. 1877).
- 1822: Heinrich Louis d'Arrest, astrónomo alemán (f. 1875).
- 1826: Stanislao Cannizzaro, químico italiano (f. 1910).
- 1835: Eugène Jacob de Cordemoy, médico y botánico francés (f. 1911).
- 1838: Camilo García de Polavieja, militar español (f. 1914).
- 1841: Otto Wagner, arquitecto austriaco (f. 1918).
- 1842: José Manuel Estrada, jurisconsulto, profesor, legislador, orador y militante católico argentino (f. 1894).
- 1842: Bronisław Markiewicz, religioso y sacerdote polaco (f. 1912).
- 1847: Leopoldina de Braganza, princesa brasileña (f. 1871).
- 1858: Emil Strub, ingeniero suizo (f. 1909).
- 1859: Sidney Webb, político socialista británico (f. 1947).
- 1861: María Ana de Braganza, infanta de Portugal, y la Gran Duquesa consorte de Luxemburgo y su regente (f. 1942).
- 1862: Venceslao Constantínovich de Rusia, noble ruso (f. 1879).
- 1863: Margaret Murray, antropóloga británica (f. 1963)
- 1865: Papús (Gerard Encausse), médico y ocultista hispano-francés (f. 1916).
- 1866: La Goulue (La Glotona, Louise Weber), bailarina francesa (f. 1929).
- 1876: William Michaels, luchador estadounidense (f. 1934).
- 1867: Murat Toptani, patriota, poeta y escultor albanés (f. 1918).
- 1886: Edward J. Flanagan, pedagogo y sacerdote católico irlandés (f. 1948).
- 1888: Anacleto González Flores, abogado mexicano (f. 1927).
- 1889: Luisa Mountbatten, reina sueca (f. 1965).
- 1891: Fréhel, cantante y actriz francesa (f. 1951).
- 1894: Isaak Bábel, periodista, escritor y dramaturgo soviético (f. 1940).
- 1894: Piotr Sobénikov, militar soviético (f. 1960).
- 1895: Sidney Blackmer, actor estadounidense (f. 1973).
- 1898: Julius Schreck, militar nazi (f. 1936).
- 1900: George Lewis, músico estadounidense (f. 1969).
- 1900: Teresa de Los Andes (Juana Fernández Solar), religiosa católica chilena, primera chilena canonizada por la Iglesia católica (f. 1920).
- 1903: Kenneth Clark, historiador británico de arte (f. 1983).
- 1903: Luis Heysen Incháustegui, ingeniero, sociólogo y político peruano (f. 1980).
- 1908: Antonio Barbosa Heldt, maestro y político mexicano (f. 1973).
- 1912: Carmelo Robledo, boxeador argentino (f. 1961).
- 1913: Mærsk Mc-Kinney Møller, armador danés (f. 2012).
- 1914: Sam Hanks, piloto de automovilismo estadounidense (f. 1994).
- 1915: Kaoru Ishikawa, experto en control de calidad y químico japonés (f. 1989).
- 1918: Alberto Ascari, piloto italiano de Fórmula 1 (f. 1955).
- 1921: James Anderson, actor estadounidense de cine y televisión (f. 1969).
- 1921: Ernest Gold, compositor estadounidense (f. 1999).
- 1922: Anker Jørgensen, político danés (f. 2016).
- 1922: Alexandre Astruc, cineasta francés.
- 1924: Carlo Bergonzi, cantante italiano de ópera (f. 2014).
- 1924: Michel Constantin, actor francés (f. 2003).
- 1925: Gustavo Torner, artista español.
- 1926: Suzanne Zimmerman, nadadora estadounidense.
- 1927: Simone Veil, política y abogada francesa (f. 2017).
- 1928: Jaume Ferran Camps, poeta y profesor universitario español (f. 2016).
- 1928: Tommaso Buscetta, mafioso siciliano (f. 2000).
- 1928: Bob Crane, actor estadounidense (f. 1978).
- 1928: Leroy Vinnegar, contrabajista y compositor estadounidense de jazz (f. 1999).
- 1929: Mario Lacruz, editor literario y novelista español (f. 2000).
- 1929: René Laloux, cineasta francés.
- 1931: Frank Ramsey, baloncestista estadounidense.
- 1932: Hubert Reeves, astrofísico canadiense.
- 1932: Antonio Roma, futbolista argentino (f. 2013).
- 1934: Wole Soyinka, escritor nigeriano, premio Nobel de Literatura en 1986.
- 1935: Jack Kemp, político estadounidense (f. 2009).
- 1935: Monique Wittig, escritora y teórica feminista francesa (f. 2003).
- 1936: Albert Ayler, músico estadounidense (f. 1970).
- 1937: Cal Ramsey, exjugador y entrenador de baloncesto estadounidense.
- 1940: Patrick Stewart, actor británico.
- 1941: Robert Forster, actor estadounidense (f. 2019).
- 1941: Luis Alberto Lacalle, periodista, abogado y político uruguayo, presidente de Uruguay entre 1990 y 1995.
- 1941: Txema Blasco, actor español (f. 2024).
- 1941: Jacques Perrin, actor y director francés (f. 2022).
- 1942: Harrison Ford, actor estadounidense.
- 1942: Roger McGuinn, músico estadounidense, de la banda The Byrds.
- 1943: Carlos Borcosque, director de cine y guionista argentino.
- 1944: Ernő Rubik, inventor, escultor y arquitecto húngaro.
- 1944: Raúl Moneta, exbanquero y empresario argentino.
- 1945: Eduardo Vittar Smith, músico y cantante argentino (f. 2023).
- 1946: Cheech Marin, actor estadounidense.
- 1947: Juan Carlos Loustau, árbitro argentino.
- 1948: Catherine Breillat, cineasta francesa.
- 1948: Daphne Maxwell Reid, actriz estadounidense.
- 1948: Jorge Trías, abogado, político y escritor español (f. 2022).
- 1949: Mariana Aylwin, profesora y política chilena.
- 1949: Sara González, cantante cubana (f. 2012).
- 1949: Ramón Barea, actor español.
- 1949: Clifford Harper, artista y anarquista británico.
- 1950: Ma Ying-jeou, político taiwanés.
- 1951: Didi Conn, actriz estadounidense.
- 1954: Sezen Aksu (Fatma Sezen Yıldırım), compositora, cantante y productora turca.
- 1954: David Thompson, baloncestista estadounidense.
- 1956: Edmundo Hermosilla, economista chileno.
- 1957: Cameron Crowe, cineasta estadounidense.
- 1957: Thierry Boutsen, piloto de automovilismo belga.
- 1959: José Luis Fernández, bajista, guitarrista, cantante, profesor y compositor de rock argentino.
- 1962: Tom Kenny, actor de voz estadounidense.

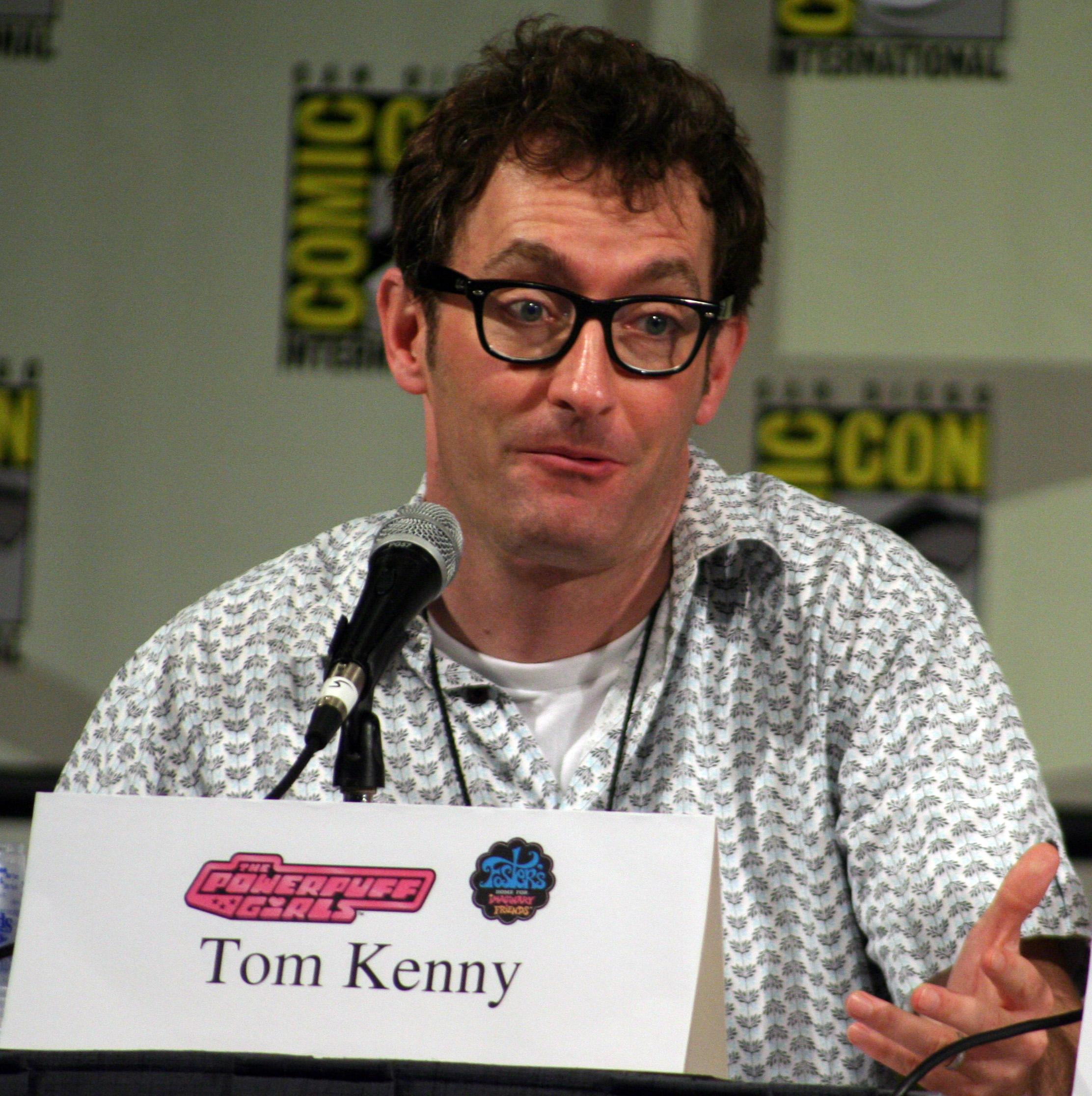

- 1962: Andoni Ortuzar, periodista y político español.
- 1963: Raquel Palacio, escritora estadounidense.
- 1963: Spud Webb, baloncestista estadounidense.
- 1964: Konan Big, luchador profesional mexicano.
- 1965: Fabio Gómez, exjugador argentino de rugby.
- 1965: Claudio Narea, guitarrista, cantante y compositor chileno de la banda Los Prisioneros.
- 1965: Akina Nakamori, Cantante Japonesa
- 1966: David X. Cohen, escritor, productor y guionista estadounidense.
- 1966: Gerald Levert, cantante estadounidense de R&B (f. 2006).
- 1966: Natalia Luis-Bassa, directora de orquesta y música venezolana.
- 1967: Benny Benassi, diyéi y compositor italiano.
- 1968: Robert Gant, actor estadounidense.
- 1968: Omi Minami, actriz de doblaje japonesa.
- 1969: Sandra Gugliotta, directora de cine argentina.
- 1969: Mark "Barney" Greenway, cantante británico, de la banda Napalm Death.
- 1969: Ken Jeong, actor y médico estadounidense.

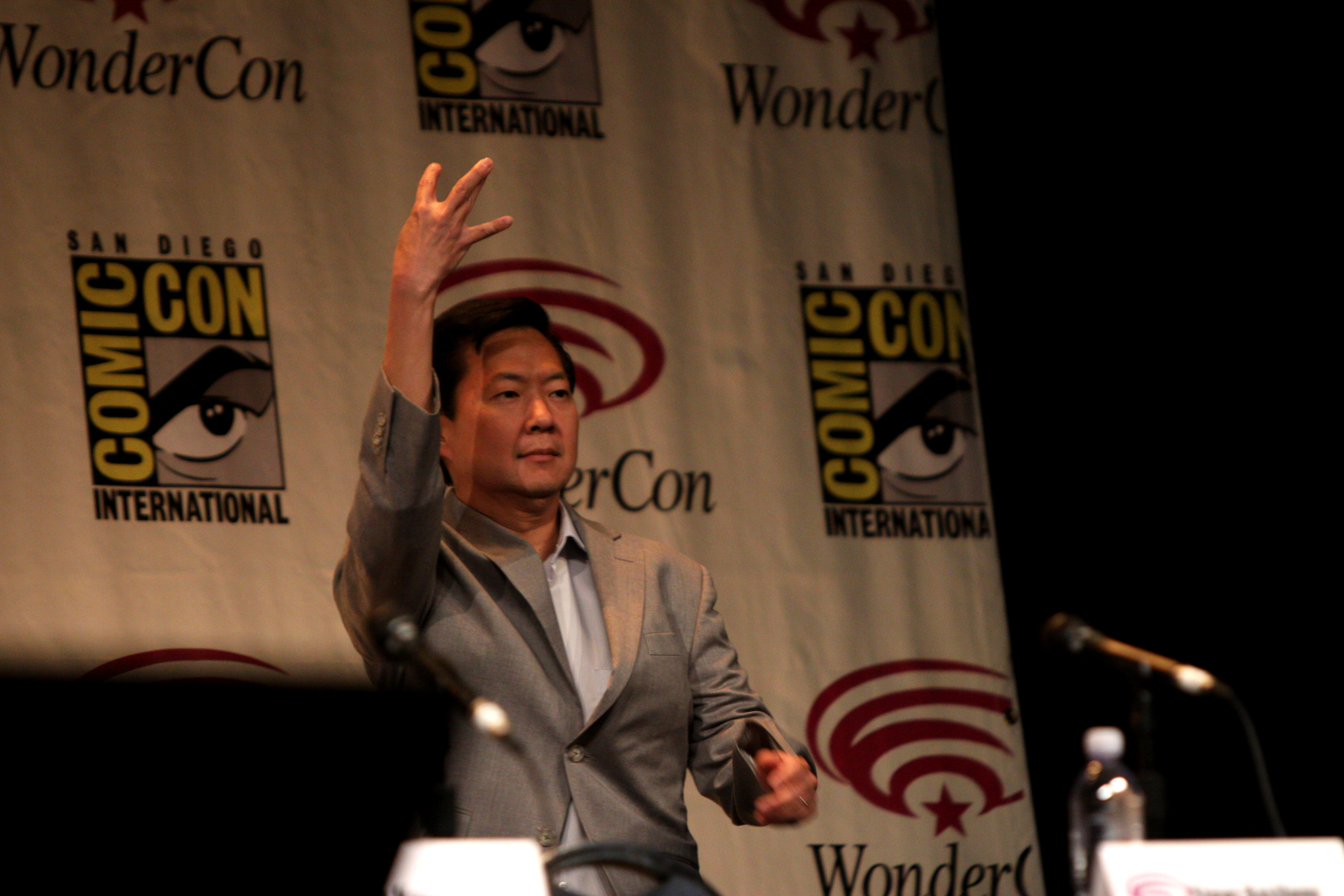

- 1969: Oleg Serebrian, político moldavo.
- 1970: Muriel Santa Ana, actriz y cantante argentina.
- 1971: Murilo Benicio, actor brasileño.
- 1971: MF DOOM (Daniel Dumile), rapero, compositor y productor discográfico británico–estadounidense (f. 2020).
- 1972: Sean Waltman, luchador profesional estadounidense.
- 1972: Clayton Ince, futbolista trinitense.
- 1973: Ariel Zárate, futbolista argentino.
- 1973: Dmitro Mijaylenko, futbolista ucraniano.
- 1973: Marco Vinicio Pazos, Presidente de club profesional de fútbol en Ecuador.
- 1973: Roberto Martínez Montoliu, futbolista y entrenador español.
- 1974: Jarno Trulli, piloto italiano de Fórmula 1.
- 1974: Ronan Le Crom, futbolista francés.
- 1975: Ángel Morales Cuerva, futbolista español.
- 1976: Al Santos, modelo y actor estadounidense.
- 1976: Kohei Morita, futbolista japonés.
- 1978: Antônio da Silva, futbolista brasileño.
- 1979: Craig Bellamy, futbolista y entrenador galés.
- 1979: Daniel Díaz, futbolista argentino.
- 1979: Ladyhawke, cantante neozelandesa.
- 1980: Daniel Cifuentes Alfaro, futbolista español.
- 1981: Mirco Lorenzetto, ciclista italiano.
- 1981: Nicolas Marazzi, futbolista suizo.
- 1981: Michael Mando, actor canadiense.
- 1982: Joost van den Broek, teclista neerlandés, de la banda After Forever.
- 1982: Ion Ansotegi, futbolista español.
- 1982: Paula Ballesteros Triguero, actriz española.
- 1982: Jess Roskelley, montañista estadounidense (f. 2019).
- 1983: Carmen Villalobos, actriz colombiana.
- 1983: Liu Xiang, atleta chino.
- 1984: Nadjim Abdou, futbolista comorense.
- 1984: Ida Maria, cantante y guitarrista de rock noruega.
- 1984: Billy Paynter, futbolista inglés.
- 1984: Carmelo Valencia, futbolista colombiano.
- 1985: Charlotte Dujardin, jinete británica.
- 1985: Nobuyuki Nishi, esquiador acrobático japonés.
- 1985: Francisco Guillermo Ochoa, futbolista mexicano.
- 1985: Johan Passave-Ducteil, jugador de baloncesto francés.
- 1986: Stanley Weber, actor francés.
- 1986: Thomas Deruda, futbolista francés.
- 1986: Dakotaz, youtuber estadounidense.
- 1987: Xavi Rey, jugador de baloncesto español.
- 1987: Eva Rivas, cantante armenio-rusa.
- 1987: Oğuz Savaş, baloncestista turco.
- 1988: Colton Haynes, actor y modelo estadounidense.
- 1988: DJ LeMahieu, beisbolista estadounidense.
- 1988: Steven R. McQueen, actor estadounidense.
- 1988: Raúl Spank, atleta alemán.
- 1988: Márcio Barbosa, futbolista brasileño.
- 1988: Linda Sällström, futbolista finlandesa.
- 1989: Skyler Bowlin, jugador de baloncesto estadounidense.
- 1989: Juan Fernando Caicedo, futbolista colombiano.
- 1989: Elkeson de Oliveira Cardoso, futbolista brasileño.
- 1990: Jonathan Mensah, futbolista ghanés.
- 1990: Emmanuel Palomares, actor venezolano.
- 1990: Matt Weinberg, actor de voz estadounidense.
- 1990: Samuel García Sánchez, futbolista español.
- 1991: Sebastian Foss Solevaag, esquiador noruego.
- 1991: Seppe Smits, deportista belga.
- 1991: Roger Torres, futbolista colombiano.
- 1992: Airinė Palšytė, atleta lituana.
- 1992: Rich The Kid, rapero estadounidense.
- 1992: Jacqueline Wiles, esquiadora estadounidense.
- 1992: David Soto Ruiz, futbolista español.
- 1993: Kévin Ledanois, ciclista francés.
- 1993: Bálint Vécsei, futbolista húngaro.
- 1993: Genki Ishisaka, futbolista japonés.
- 1994: Arman-Marshall Silla, taewondista bielorruso.
- 1994: Ivana Andrés, futbolista española.
- 1994: Jere Uronen, futbolista finlandés.
- 1994: Bryan Caicedo, futbolista ecuatoriano.
- 1994: Henrikas Žustautas, piragüista lituano.
- 1995: Cody Bellinger, beisbolista estadounidense.
- 1995: Dante Exum, jugador de baloncesto australiano.
- 1995: Adrián Spörle, futbolista argentino.
- 1995: Ulrikke Brandstorp, cantante noruega.
- 1996: Max Hess, atleta alemán.
- 1996: Jacinto Muondo Dala, futbolista angoleño.
- 1996: Nikolai Muscat, futbolista maltés.
- 1996: Eneko Jauregi, futbolista español.
- 1996: Damir Zamora, futbolista colombiano.
- 1997: Leo Howard, actor estadounidense.
- 1997: Filip Benković, futbolista croata.
- 1997: Shayon Harrison, futbolista inglés.
- 1998: Ronaël Pierre-Gabriel, futbolista francés.
- 1998: Mathías Pinto, futbolista chileno.
- 1998: Thomas Amilivia, futbolista argentino.
- 1999: Juergen Elitim, futbolista colombiano.
- 1999: Alex Molenaar, ciclista neerlandés.
- 1999: Julian Chartier, gimnasta de trampolín francés.
- 1999: Cristhian Ocampos, futbolista paraguayo.
- 2000: Antonio Moyano Carrasquilla, futbolista español.
- 2000: Mike Eerdhuijzen, futbolista neerlandés.
- 2000: Alfonso Simarra, futbolista colombiano.
- 2000: Franziska Koch, ciclista alemana.
- 2000: Lucas Lynggaard Tønnesen, actor danés.
- 2001: Jon Magunazelaia, futbolista español.
- 2001: Caleb Okoli, futbolista italiano.
- 2002: Diego Santis, futbolista guatemalteco.
- 2002: Lukáš Horníček, futbolista checo.
- 2003: Wyatt Oleff, actor estadounidense.
- 2003: Valentina Navarrete, futbolista chilena.Lamine Yamal

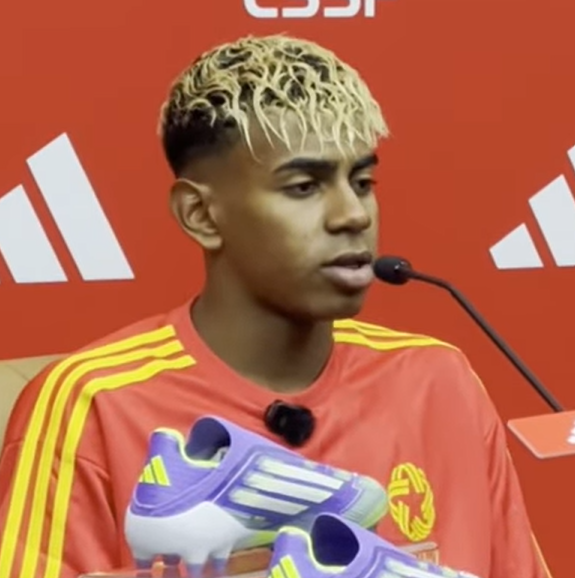
Lamine Yamal

- 2003: Víctor Muñoz Villanueva, futbolista español.
- 2003: Nguyễn Thái Sơn, futbolista vietnamita.
- 2004: Mili Poljičak, tenista croata.
- 2005: Aboubacar Bassinga, futbolista marfileño.
- 2007: Lamine Yamal, futbolista español.

## Fallecimientos
- 574: Juan III, papa de la Iglesia católica entre 561 y 574 (n. hacia 530).
- 678: Aisha, mujer árabe, esposa de Mahoma (n. 614).
- 939: León VII, papa italiano (n. hacia 890).
- 982: Gunter de Merseburgo, margrave de Merseburgo (n. c. 945).
- 1024: Enrique II, emperador del Sacro Imperio Romano Germánico (n. 973).
- 1066: Muniadona de Castilla, consorte real de Navarra, condesa consorte de Aragón y condesa de Castilla (n. 995)
- 1105: Rashi, rabino francés (n. 1040).
- 1205: Hubert Walter, arzobispo inglés (n. c. 1160).
- 1253: Amadeo IV de Saboya, conde de Saboya de 1233 a 1253 (n. 1197).
- 1298: Santiago de la Vorágine, hagiógrafo italiano.
- 1357: Bártolo de Sassoferrato, profesor de leyes y jurista italiano (n. 1313).
- 1380: Bertrand du Guesclin, militar y condestable francés (n. 1320).
- 1399: Peter Parler, arquitecto alemán (n. 1330).
- 1402: Jianwen, emperador chino (n. 1377).
- 1471: Ulrico II de Mecklemburgo-Stargard, noble alemán (n. 1428).
- 1491: Alfonso de Portugal, príncipe heredero de Portugal (n. 1475).
- 1621: Alberto de Austria, soberano de los Países Bajos y Conde de Borgoña (n. 1559).
- 1645: Miguel I, zar ruso (n. 1596).
- 1683: Arthur Capell, estadista británico (n. 1631).
- 1755: Edward Braddock, general británico (n. 1695).
- 1761: Tokugawa Ieshige, shogun japonés (n. 1712).
- 1762: James Bradley, astrónomo británico (n. 1693).
- 1789: Victor Riquetti, marqués de Mirabeau y economista francés (n. 1715).
- 1793: Jean-Paul Marat, activista y político francés (n. 1743).
- 1808: Henry Benedict Stuart (Enrique Benedicto Estuardo), cardenal católico británico (n. 1725).
- 1824: Agustín Agualongo, militar realista colombiano (n. 1780).
- 1837: Manuel de Heras Soto, conde y político mexicano (n. 1780).
- 1842: Fernando Felipe de Orleans, duque de Orleans (n. 1810).
- 1854: José María Vargas, político y presidente venezolano (n. 1786).
- 1864: Henryk Dembiński, ingeniero, militar y explorador polaco (n. 1791).
- 1890: John C. Frémont, militar y aventurero estadounidense (n. 1813).
- 1896: Friedrich Kekulé, químico alemán (n. 1829).
- 1914: Camilo García de Polavieja, militar español (n. 1838).
- 1921: Gabriel Lippmann, físico francés, premio Nobel de física en 1908 (n. 1845).
- 1924: Alfred Marshall, economista británico (n. 1842).
- 1926: Mariano Euse, Padre Marianito: fue un sacerdote católico colombiano, predicador y misionero beatificado por la Iglesia católica. (n. 1845).
- 1936: José Calvo Sotelo, político y abogado español (n. 1893).
- 1944: César Ratti, actor argentino (n. 1889).
- 1945: Alla Nazimova, actriz ruso-estadounidense (n. 1879).
- 1946: Alfred Stieglitz, fotógrafo estadounidense (n. 1864).
- 1951: Arnold Schönberg, compositor austríaco.

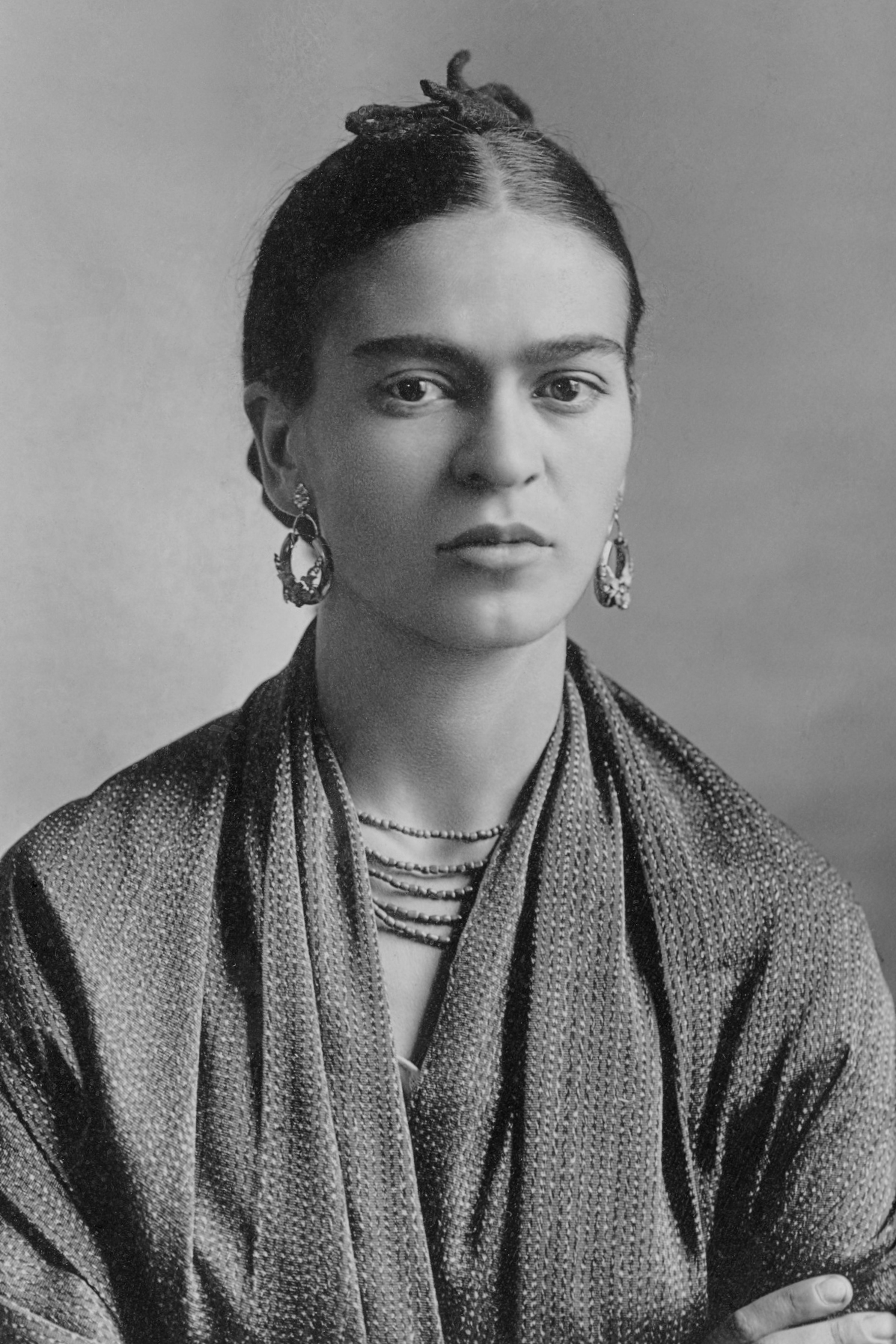
Frida Kahlo, por Guillermo Kahlo

- 1954: Frida Kahlo, pintora mexicana (n. 1907).
- 1960: Joy Gresham, escritora estadounidense (n. 1915).
- 1963: Carlos Manuel Rodríguez Santiago, teólogo y religioso laico puertorriqueño, beatificado por la Iglesia católica (n. 1919).
- 1965: Laureano Gómez, político colombiano (n. 1889).
- 1966: Victorio Macho, escultor español (n. 1887).
- 1967: Tom Simpson, ciclista británico (n. 1937).
- 1970: Leslie Richard Groves, militar estadounidense (n. 1896).
- 1973: Willy Fritsch, actor alemán (n. 1901).
- 1974: Patrick Maynard Stuart Blackett, físico británico (n. 1897).
- 1976: Joachim Peiper, líder militar alemán (n. 1915).
- 1976: Jesús Rubio García-Mina, político español (n. 1908).
- 1979: Ignacio Chávez Sánchez, médico mexicano (n. 1897).
- 1980: Juan García Oliver, anarquista español (n. 1901).
- 1980: Seretse Khama, primer presidente botsuano (n. 1921).
- 1983: Paulo Innocenti, futbolista y entrenador italo-brasileño (n. 1902).
- 1983: Gabrielle Roy, escritora canadiense (n. 1909).
- 1995: Matti Pellonpää, actor y músico finés (n. 1951).
- 1995: Godtfred Kirk Christiansen, fabricante danés de Lego (n. 1920).
- 1997: Miguel Ángel Blanco, político español (n. 1968).
- 1997: Alexandra Danílova, bailarina de ballet ruso-estadounidense (n. 1903).
- 1997: Ekaterina Kalinchuk, gimnasta artística soviética (n. 1922).
- 1997: Horacio O'Connor, actor argentino (n. 1928).
- 1998: José María Requena, escritor español (n. 1925).
- 1998: Konstantinos Kollias, político griego (n. 1901).
- 2000: Jan Karski, militar polaco (n. 1914).
- 2001: Miguel Gila, humorista español (n. 1919).
- 2002: Yousuf Karsh, fotógrafo turco (n. 1908).
- 2003: Juan José Barcia Goyanes, médico español (n. 1901).
- 2004: Arthur Kane, bajista estadounidense, de la banda New York Dolls (n. 1949).
- 2004: Carlos Kleiber, director de orquesta y músico austríaco (n. 1930).
- 2006: Red Buttons, cómico estadounidense (n. 1919).
- 2006: Carlos Lara Bejarano, radiotelegrafista ecuatoriano (n. 1923).
- 2008: Bronisław Geremek, historiador y político polaco (n. 1932).
- 2010: Amanda Berenguer, poetisa uruguaya (n. 1921).
- 2010: José Luis Cagigas, empresario y dirigente futbolístico español (n. 1928).
- 2010: Nino Defilippis, ciclista italiano (n. 1932).
- 2010: George Steinbrenner, dirigente deportivo estadounidense (n. 1930).
- 2011: Santiago Chamorro, economista y diplomático español (n. 1949).
- 2011: Jerry Ragovoy, productor musical y compositor estadounidense (n. 1930).
- 2012: Víctor Hugo Carrizo, actor argentino (n. 1960).
- 2012: Leda Valladares, poeta, cantora, compositora y musicóloga argentina (n. 1919).
- 2012: Richard D. Zanuck, productor estadounidense de cine (n. 1934).
- 2013: Cory Monteith, cantante y actor canadiense (n. 1982).
- 2014: Nadine Gordimer, escritora sudafricana, premio Nobel de Literatura en 1991 (n. 1923).
- 2014: Lorin Maazel, director de orquesta y músico franco-estadounidense (n. 1930).
- 2015: Joan Sebastian, cantante y compositor mexicano (n. 1951).
- 2015: Eric Wrixon, tecladista de rock británico (n. 1947)
- 2016: Juan Peña "El Lebrijano", cantaor y guitarrista flamenco español (n. 1941).
- 2017: Héctor Lechuga, comediante y analista político mexicano (n.1927).
- 2017: Liu Xiaobo, activista chino, premio Nobel de la Paz 2010 (n. 1955).
- 2020: Zindzi Mandela, poeta y diplomática sudafricana (n. 1960).
- 2021: Mario Álvaro Cartagena López, guerrillero y activista mexicano (n. 1952).
- 2023: Josephine Chaplin, actriz estadounidense (n. 1949).
- 2024: Shannen Doherty, actriz estadounidense (n. 1971).
- 2024: James B. Sikking,  actor estadounidense. (n. 1934).
- 2024: Thomas Matthew Crooks, joven estadounidense, autor del Intento de asesinato de Donald Trump en Pensilvania (n. 2003).
- 2025: Muhammadu Buhari, militar y político nigeriano, presidente de Nigeria entre 2015 y 2023 (n. 1942).

## Celebraciones
Música
- Día Mundial del Rock.[2]
Cada 13 de julio se celebra el Día Mundial del Rock. La fecha conmemora el Live Aid, un mega concierto benéfico realizado el 13 de julio de 1985 (40 años) en el Estadio de Wembley en Londres y en el John F. Kennedy Stadium (demolido en 1992) en Filadelfia, con el fin de recaudar fondos para combatir la hambruna en Etiopía. Fue organizado por Bob Geldof y Midge Ure, y reunió a algunas de las bandas más importantes de la historia del rock, como: Queen, U2, Led Zeppelin, The Who, David Bowie, Paul McCartney y Phil Collins. Más de 1.500 millones de personas en 100 países vieron el evento, lo que convirtió al Live Aid en un símbolo del poder del rock para movilizar al mundo en torno a una causa solidaria.
- Día Internacional del Director de Orquesta.
(desde 2013).[3]

Salud
- Día Internacional del TDAH.
(trastorno por déficit de atención e hiperactividad).
- Día Internacional del Sarcoma.[4]

 Por países
(Por orden alfabético)
- Argentina: 
  - Día del Trabajador de la Energía Eléctrica.[5]
En conmemoración el 13 de julio de 1948 (77 años) de la fundación de la Federación Argentina de Trabajadores de Luz y Fuerza.
  - Día Nacional de las Telecomunicaciones.
(desde 1992).
Esta fecha conmemora la entrega de las primeras licencias a cooperativas telefónicas, permitiéndoles competir en igualdad de condiciones con los prestadores existentes.
  - Día Nacional de la Tejedora.[6]

- El Salvador: 
  - Día del Ingeniero Civil.

### Santoral católico

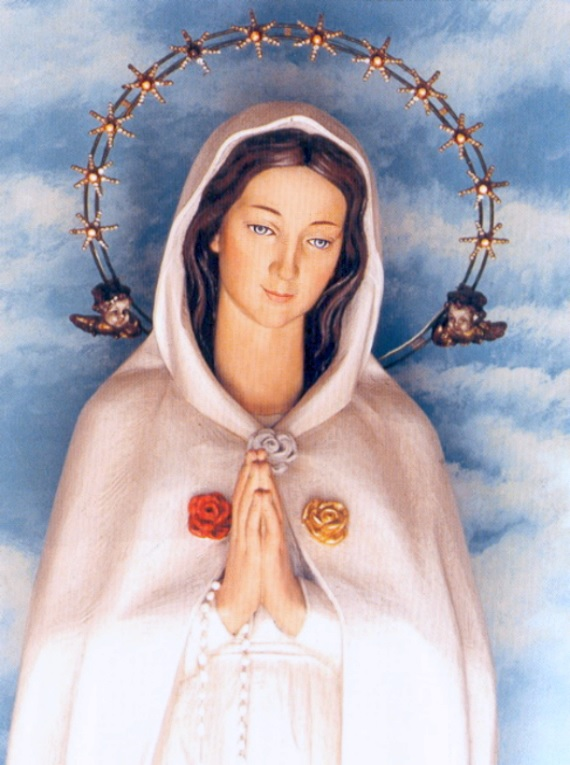
Rosa Mística, advocación mariana del.

- Rosa Mística, advocación mariana del siglo XX.[7](imagen ilustrativa).
- Santa Clelia Barbieri.[8]
- San Enrique (emperador).[8]
- San Joel.
- San Esdras.[8]
- San Eugenio de Cartago.[8]
- San José Wang Guiji.[8]
- Santa Miropa de Chíos.[8]
- Santa Sara (abadesa).
- San Silas.[8]
- Santa Teresa de los Andes.
- San Turiavo.[8]
- Beato Fernando María Baccilieri.[8]
- Beato Jacobo de Varazze.[8]
- Beato Tomás Tunsta.[8]
- San Marcel.
- San Enzo.